# Hagadà Daurada
L'Hagadà Daurada és un manuscrit il·luminat que conté el text tradicional de la Hagadà que es recitat durant el Péssa'h o Pasqua jueva. És una de les Hagadà sefardites que es varen produir a Barcelona la segona meitat del segle xiv. Juntament amb l'Hagadà de Barcelona, també produïda a la Barcelona medieval, és propietat de la biblioteca Britànica de Londres, on consta catalogada com a «Ms. British Library Add. 27210».

## Format
L'obra està escrita en pergamí, amb 125 folis de 24,5 x 19,5 cm. En ella s'han fet servir quatre estils cal·ligràfics diferents: Una lletra quadrada de dues mides i una semicursiva, també, de dues mides. Té marcades les línies i marges. El manuscrit conté dues parts, obra de dos escribes. La primera amb 101 folis es va realitzar a Barcelona, mentre que la segona part amb 24 folis es va realitzar a Itàlia a partir de 1600. Aquesta segona part està escrita sobre folis en blanc del manuscrit original del segle xiv.
El pergamí emprat es similar a altres manuscrits sefardites, i molt diferent als utilitzats a centreeuropa i Itàlia.

## Història
La part central és de meitat del segle xiv i, probablement, fou realitzada a Barcelona. L'ampliació és d'origen italià i és de començaments del segle xvii.
Com altres Hagadà de la zona catalana se suposa que van sortir a finals del segle xv arrel del Decret de l'Alhambra pel qual s'expulsava els jueus de la península Ibèrica.
De Barcelona va passar a Itàlia, una dada coneguda per l'anotació del censor Fra Luigi da Bologna, el febrer de 1599.
El rabí Joav Gallico d'Asti, ducat de Savoia, va donar el manuscrit com a regal de noces al seu gendre Elías, fill de Menahem Rava en 1602